# Wouter Schouten

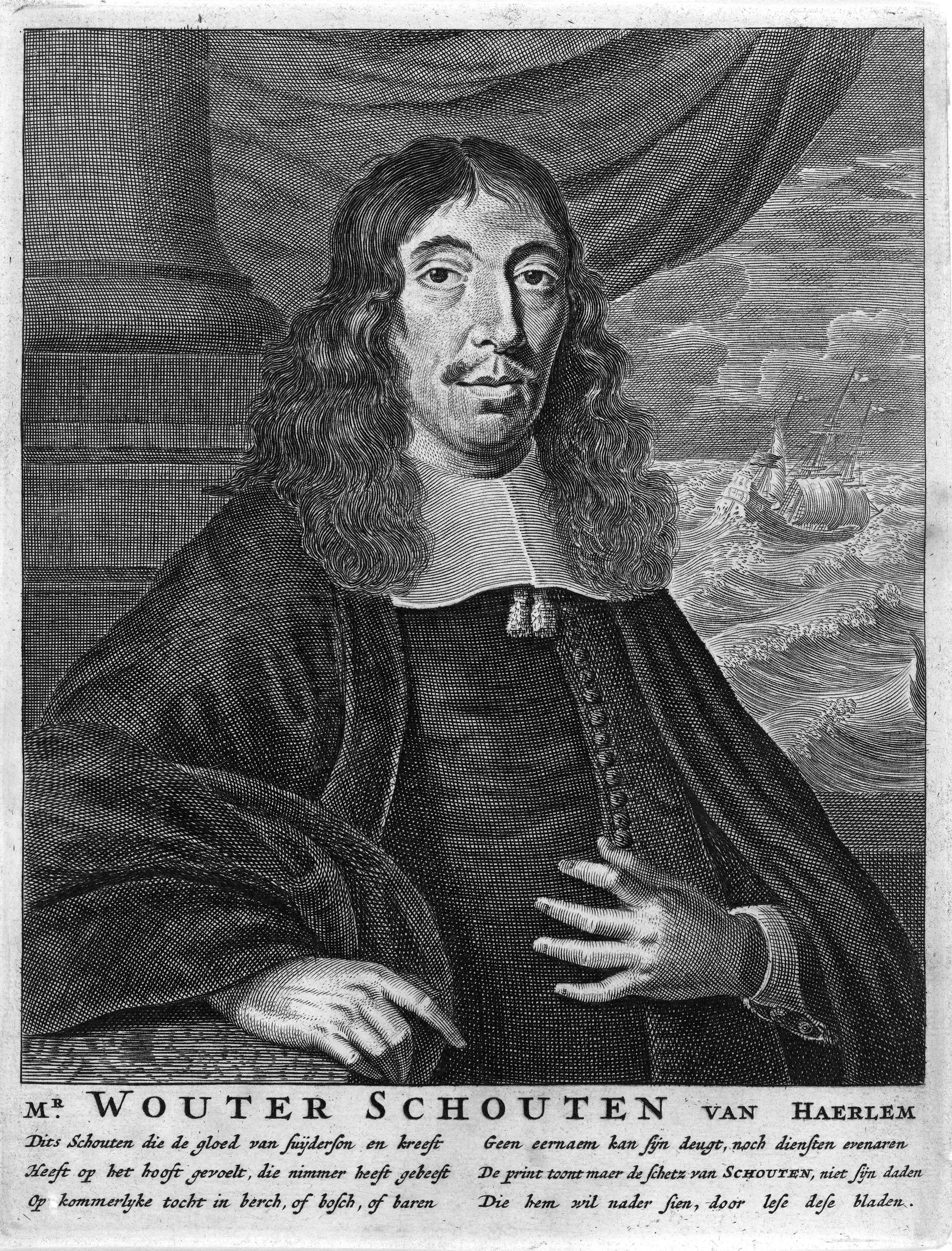
Wouter Schouten (1638-1704)

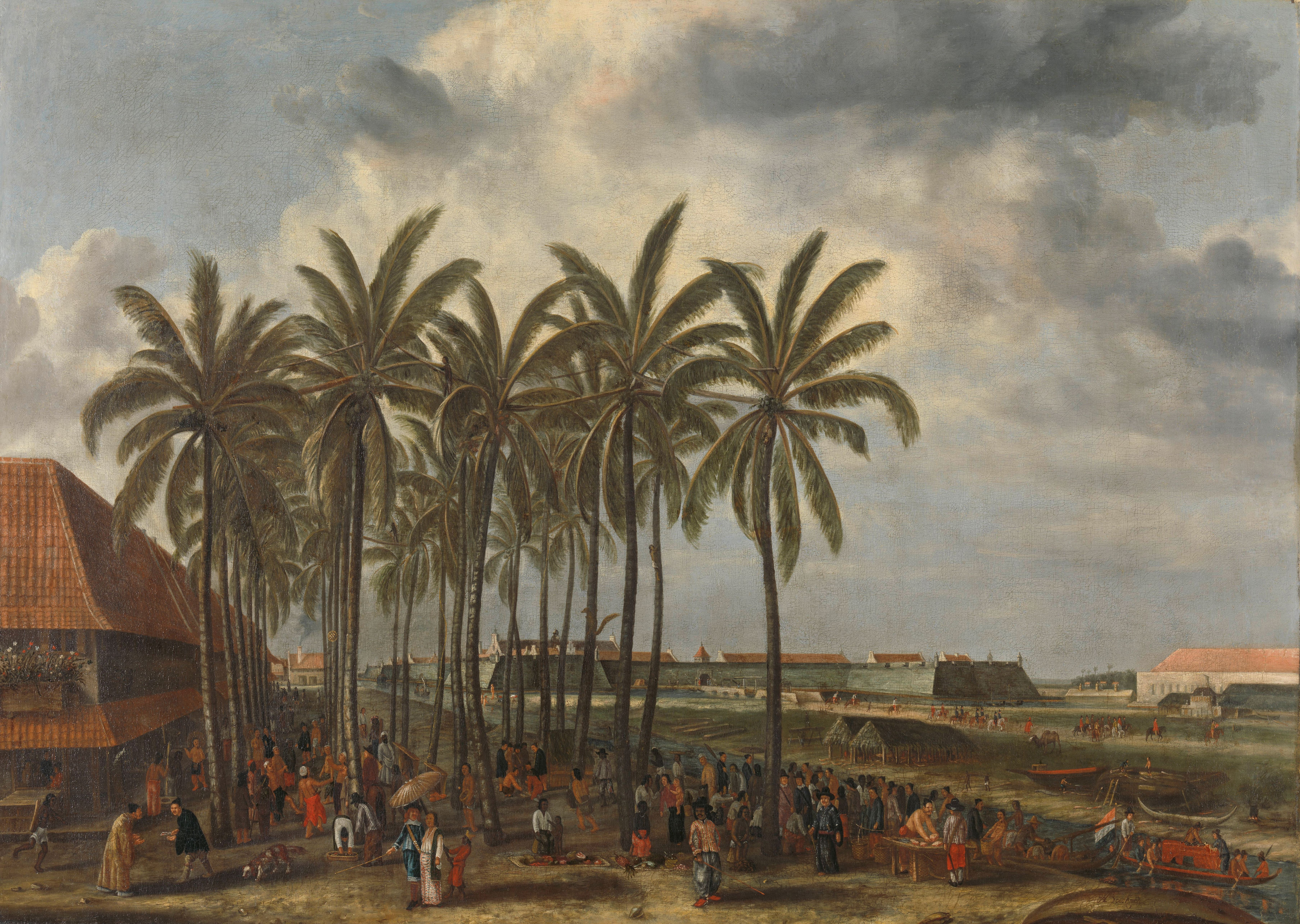
Het kasteel van Batavia, gezien vanaf West Kali Besar (Andries Beeckman, circa 1660)

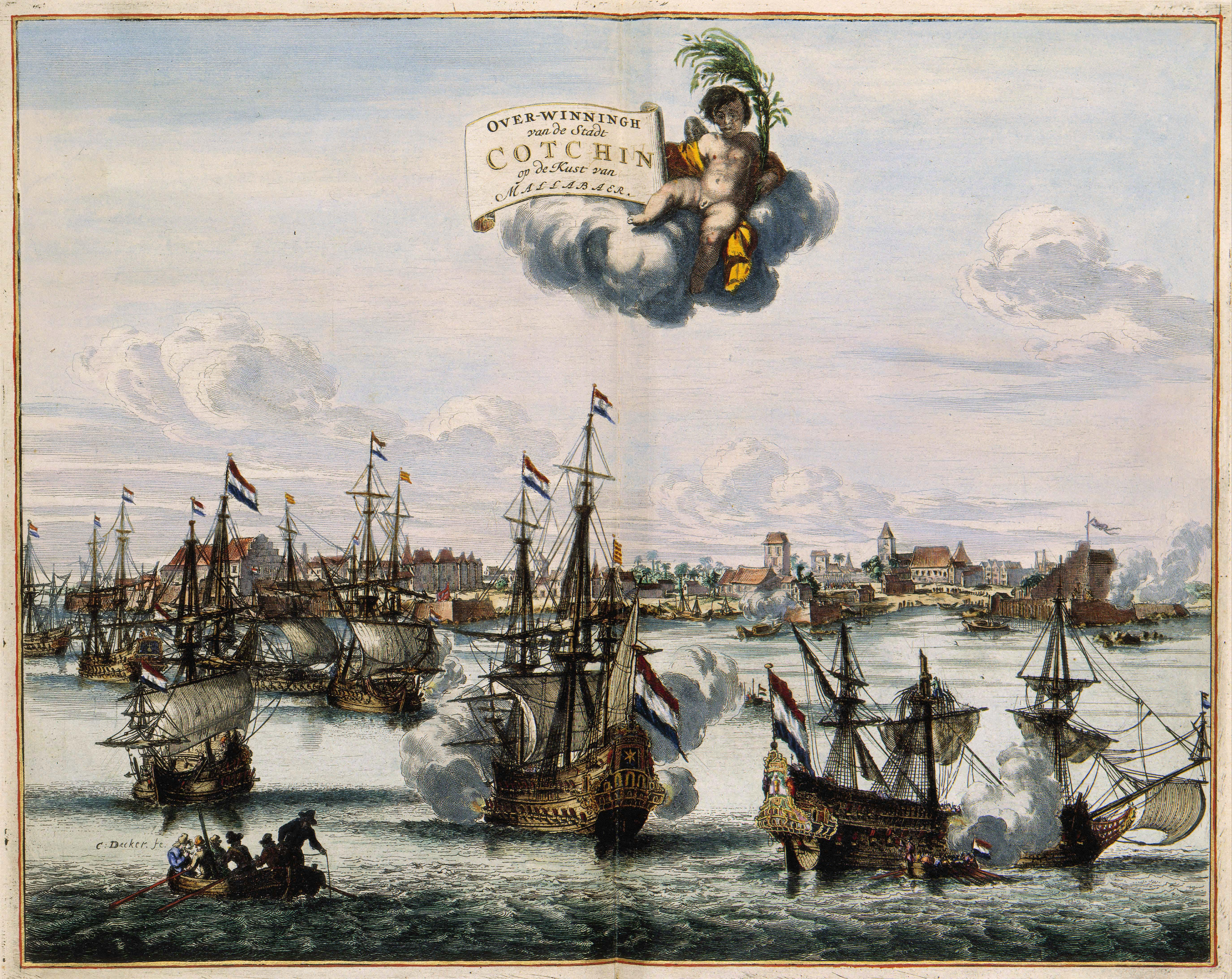
In 1663 veroveren de Nederlanders de stad Kochi op de Portugezen (Coenraet Decker, 1682)

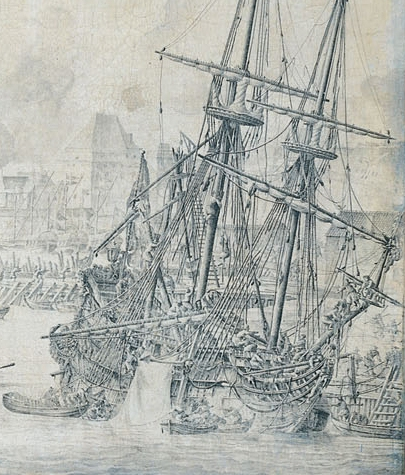
De mislukte aanslag van de Engelsen op de retourvloot in de haven van Bergen (Willem van de Velde de Oude)

Wouter Schouten (Haarlem, 2 september 1638 - oktober 1704) was een Nederlands chirurgijn die in 1676 zijn Oost-Indische voyagie publiceerde. Het boek had veel succes.

## Biografie
Op veertienjarige leeftijd ging Schouten in de leer bij een chirurgijn. Omdat hij ervaring wilde opdoen, en was gedreven door reislust, legde hij op 6 maart 1658 een examen af bij de Vereenigde Oost-Indische Compagnie en werd aangenomen als tweede chirurgijn.  Op 16 april van datzelfde jaar vertrok op het fluitschip de Nieuwpoort vanaf Texel.
Chirurgijns behandelden niet alleen zieken en gewonden, ze functioneerden aan boord tevens als kappers. Voor behandeling van aan boord ontstane ziekten en verwondingen mochten de chirurgijns geen beloning vragen. Kwetsuren wegens vechtpartijen en geslachtsziekten moesten apart worden betaald. Vingers en tenen kapte hij af met een beitel en hamer.
Na een reis van een halfjaar kwam het schip aan op de rede van Batavia en Schouten vestigde zich in het Kasteel van Batavia.
Later reisde Schouten, in juli 1659 benoemd tot opperchirurgijn, naar Japara en naar de Molukken en kreeg te horen dat hij op Ambon moest blijven. Hij ging daar mee op de hongitocht van gouverneur Jacob Hustaert, waarbij illegale planters op Seram werden gestraft door hun huizen, boten en plantages te vernietigen wegens het leveren van specerijen aan de concurrenten, zoals Portugezen, Engelsen, Chinezen of handelaren uit Makassar. Schouten beschreef in zijn boek uitgebreid de listige en geslaagde VOC-aanval op het kasteel van Makassar; de sultan beloofde de 2.000 Portugese handelaren uit te wijzen. Na verloop van tijd kreeg hij toestemming om weer te varen op het schip de Hasselt. Aan het einde van zijn driejarig contract kwam Schouten terecht in Arakan, waar de Compagnie in rijst en slaven handelde.
Schouten tekende voor nog eens drie jaar dienst bij de Compagnie. In Batavia was ondertussen besloten de Portugezen te verdrijven van de Malabarkust. De VOC had zich als doel gesteld een monopolie te verkrijgen op de peper die daar groeit en in Cochin werd verhandeld. Schouten maakte er kennis met schrijvende dominee Philippus Baldaeus. De Portugezen verdedigden de stad, die al 150 jaar in hun bezit was. Het lukte Rijcklof van Goens in 1662 vanwege de hevige moessonregens niet Cochin in te nemen. Het beleg werd opgegeven en de vloot keerde terug naar Batavia.
Schouten werd geplaatst op een schip met bestemming Bengalen en maakte twee reizen naar Hooghly. Terug in Batavia maakte hij duidelijk terug naar Holland te willen. Op zijn vorige reis had hij te maken gehad met een drankzuchtige schipper, hevige stormen en honger. Rond Kerst (1664) vertrok hij uit Batavia. Onderweg naar Texel kreeg zijn schip de Rijzende Zon te maken met de Engelsen, die de kostbare vloot van zestig schepen onder bevel van Pieter de Bitter opwachtten. Een rendez-vous met oorlogsschepen onder bevel van Michiel de Ruyter ten noorden van Schotland mislukte. De retourvloot vluchtte daarom naar het neutrale Noorse Bergen. Daar lagen op 12 augustus 1665 al vijftig schepen te wachten. De Engelsen lieten hen niet met rust en wat volgde was de Slag in de Baai van Bergen. Schouten verbond de gewonden terwijl de kogels hem om de oren vlogen. De Britten verloren de strijd en zeventien dagen later werd de handelsvloot opgehaald door het eskader van De Ruyter.
In oktober 1665 vestigde Schouten zich als chirurgijn te Haarlem. In 1666 werd hij lid van het gilde en trouwde in Bloemendaal met Adriana van Masschel. Nadat zijn eerste echtgenote was gestorven, hertrouwde Schouten in 1680 met Maria Wendel. In 1692 werd hij gekozen tot bestuurder van het gilde en nam aspirant-leden examens af.
Schouten had een zeer hoge dunk van zijn vak. Hij vond het zelfs belangrijker dan dat van de universitair opgeleide medici van zijn tijd, omdat een chirurgijn niet alleen grondige kennis, maar ook praktische vaardigheid moest hebben. Hij was een bekwame en eerlijke arts. Zijn publicaties zijn de moeite waard om te lezen en bevatten verschillende opmerkelijke observaties. Ze geven ook een inzicht van het medisch werk en handelen uit zijn tijd.

## Werken
In 1676 publiceerde Schouten drie reisverslagen, elk met twaalf hoofdstukken. Hij maakte daarbij behalve van zijn eigen ervaringen en indrukken tevens gebruik van de bestaande literatuur, o.a. boeken door Johan van Twist, Adam Olearius en François Bernier. De Oost-Indische voyagie behoort, ook volgens François Valentijn, een tijdgenoot, tot de beste reisverhalen die destijds zijn geschreven. Onmiddellijk verscheen een Duitse vertaling. In 1708 verscheen een tweede druk op de markt, in hetzelfde jaar verscheen er ook een Franse versie. Dit werd gevolgd door een nieuwe Franse versie in 1725 en een nieuwe Nederlandse versie in 1775. In 2003 werd een moderne versie van Oost-Indische Voyagie uitgegeven door Michael Breet, met behulp van Marijke Barend-van Haeften.
- Schouten, Wouter, Oost-Indische voyagie; vervattende veel voorname voorvallen en ongemeene vreemde geschiedenissen, bloedige zee- en landtgevechten tegen de Portugeesen en Makassaren. Jacob Meurs, Amsterdam (1676) Volledige weergave via Google Books
- Schouten, Wouter, Het gewonde Hooft, of korte verhandeling van de opper-hooftswonden en Bekkeneelsbreuken, van de Wonden des Aangesigts en van de Wonden des Hats (1694) Volledige weergave via Google Books (heruitgave 1861, Amsterdam)
- Schouten, Wouter, Verhandeling der tegennatuurlijke Gezwellen (1727) (postuum)